# Viktor Schneider (Politiker)
Viktor Schneider (* 18. Oktober 1910 in Petronell; † 1. Oktober 2005 in Petronell-Carnuntum) war ein österreichischer Politiker (SPÖ) und Landwirt. Er war von 1964 bis 1975 Abgeordneter zum Landtag von Niederösterreich.

## Leben
Nach der Volks- und Bürgerschule übernahm Schneider 1934 die elterliche Landwirtschaft. Er diente ab 1940 im Zweiten Weltkrieg und kehrte erst 1948 aus der sowjetischen Kriegsgefangenschaft zurück.

## Politik
Im politischen Bereich war Schneider ab 1950 als Gemeinderat aktiv, zwischen 1953 und 1983 hatte er das Amt des Bürgermeisters von Petronell-Carnuntum inne. Er war zudem von 1961 bis 1965 Obmannstellvertreter des Niederösterreichischen Arbeitsbauernbundes und fungierte zudem ab 1967 als geschäftsführender der Bundesorganisation des Arbeitsbauernbundes. Schneider vertrat die SPÖ zudem vom 3. Dezember 1964 bis zum 31. Dezember 1975 im Niederösterreichischen Landtag.